# Адам Фрајер
Адам Фрајер (енгл. Adam Freier; 20. март 1980) бивши је аустралијски рагбиста. Његов отац је играо рагби 13 на високом нивоу. Адам је у најјачој рагби лиги на свету, играо за Брамбисе, Воратасе и Ребелсе. Члан је асоцијације аустралијских рагбиста. Са Брамбисима је 2001, освојио супер рагби. У дресу Воратаса одиграо је 80 утакмица и постигао 12 есеја. Дебитовао је за Брамбисе у мечу против Квинсленда 2000. Предводио је као капитен младу репрезентацију Аустралије до 21 године до другог места на светском првенству 2001. За сениорску репрезентацију Аустралије дебитовао је 2002, у тест мечу против Аргентине. Бави се и спортским новинарством.